# Frampton on Severn
Frampton on Severn é uma paróquia e aldeia de Stroud, no condado de Gloucestershire, na Inglaterra. De acordo com o censo demográfico de 2011, tinha 1432 habitantes. Tem uma área de 9,51 km².